# USA i olympiska vinterspelen 1928
USA deltog med 24 deltagare vid de olympiska vinterspelen 1928 i Sankt Moritz. Totalt vann de två guldmedaljer, två silvermedaljer och två bronsmedaljer.

## Medaljer

### Guld
- William Fiske, Nion Tocker, Geoffrey Mason, Clifford Gray och Richard Parke  - Bob.
- Jennison Heaton - Skeleton.

### Silver
- Jennison Heaton, David Granger, Lyman Hine, Thomas Doe och Jay O'Brien  - Bob.
- John Heaton - Skeleton.

### Brons
- Beatrix Loughran - Konståkning.
- John Farrell - Skridskor.